# زیمون توتینگ
زیمون توتینگ (انگلیسی: Simon Tüting؛ زادهٔ ۷ سپتامبر ۱۹۸۶) بازیکن فوتبال اهل آلمان است.
از باشگاه‌هایی که در آن بازی کرده‌است می‌توان به باشگاه فوتبال ماگدبورگ ۱، باشگاه فوتبال هانزا روستوک، باشگاه فوتبال اس‌وی زاندهاوزن، باشگاه فوتبال اسنابروک و باشگاه فوتبال کمنیتس اشاره کرد.